# کیمیاگری و شیمی در اسلام قرون وسطی
کیمیاگری و شیمی در اسلام قرون وسطی عبارت است از مطالعهٔ همزمان کیمیاگری سنتی و شیمی کاربردی امروزی (مطالعاتی که برای شناخت طبیعت صورت می‌گرفت) که توسط دانشمندان در قلمرو اسلامی در دورهٔ قرون وسطی جهان اسلام صورت می‌گرفت. منظور از دانشمندان قلمرو اسلامی، افراد تکی و پژوهشگری است که پس از سدهٔ هشتم میلادی تا دورهٔ معاصر در محدوده ای شامل شبه‌جزیره ایبری و آفریقای شمالی تا درهٔ رود سند و از عربستان جنوبی تا دریای خزر زندگی می‌کردند. بیشتر نتایجی که این افراد به دست می‌آوردند به زبان عربی منتشر می‌شد از این رو بیشتر متنهای مربوط به کیمیاگری که باقی مانده‌است ترجمهٔ نوشته‌های عربی آن دوران است. کیمیاگری پس از سرنگونی امپراتوری روم غربی تنها در قلمرو اسلامی گسترش یافت.
عبارت کیمیاگری از کیمیاء عربی و در نهایت از کِمی به معنی سیاه که واژه‌ای از مصر باستان است، گرفته شده‌است.

## خلاصه
ماری-لوئیز فون فرانز در کتابش در معرفی محمد بن أمیل التمیمی گفته‌است که کیمیاگری در اسلام در آغاز راه خود در سده‌های ۷ و ۸ میلادی بر روی ترجمهٔ بدون دگرگونی نوشته‌های هرمسیه-گنوستیسیسم تمرکز داشت پس از آن کم‌کم آنها مفاهیم اسلامی خود را با این نوشته‌ها مقایسه کردند و به صورت مستقل بر روی آنها فکر کردند مفاهیم توحیدی را در فلسفهٔ خود وارد کردند و آزمایش کردند. همچنین آنها در ادبیات شان هم از عبارات لطیف تری نسبت به هرمسیه باستان بهره بردند برداشت جفت بودن هرچیز در جهان مانند زن، مرد، خورشید، ماه، شاه، ملکه و … در ادبیات آنها وارد شد. ماری-لوئیز فون فرانز در کتابش منشأ این تغییرات را عشق به خدا معرفی کرده‌است.

## دانشمندان
از جمله کیمیاگران (شیمیدانان) شناخته شدهٔ آن دوران می‌توان به موارد زیر اشاره کرد:
- خالد بن یزید
- ابوبکر بن زکریای رازی
- ابن امیل
- طغرایی
- ایدمر جلدکی

## ابزارها
- برخی فرایندهایی که رازی از آنها بهره می برد: تقطیر، تکلیس، محلول، تبخیر سطحی، بلوری شدن، تصعید، صافش، ملغمه[۵] برخی از این موارد (مانند محلول، تکلیس، صافش، تصعید و تقطیر) در دوران پیش از اسلام یا دوران شیمی اسکندری هم بکار برده می‌شد.[۶]
- برخی ابزارهای رازی برای ذوب کردن مواد عبارت بودند از: کوره، باد-دَم (وسیله ای برای دَمیدن هوا به آتش و شعله ورتر شدن آن)، قیچی، چکش، سوهان، پاتیل یا ملاغه، انبر

زکریای رازی همچنین از روش بن ماری در تولید دارو و ابزارهایی مانند بالن‌های آزمایشگاهی، قیف، الک جام و … هم استفاده می‌کرد.